# Snatcher
Snatcher (Japans: スナッチャー) is een computerspel dat werd ontwikkeld en uitgegeven door Konami. Het spel kwam in 1988 uit voor de MSX 2 en de PC-88. In 1992 kwam een cd-versie uit voor de PC Engine (ook wel de TurboGrafx). Later volgden ook Engelstalige ports voor andere platforms zoals de Mega-CD en PlayStation. Het spel is sterk beïnvloed door de sciencefictionfilms Blade Runner, Akira en The Terminator, en de horrorfilm Invasion of the Body Snatchers.

## Het spel
Het spel speelt zich af in december 2047 (of in 2042 volgens de Japanse versie). 80% van de Euraziatische bevolking is door toedoen van een in Rusland ontwikkeld chemische wapen genaamd Alpha-Lucipher gestorven. Een half mechanische levensvorm heeft de aarde geïnfiltreerd verschijnt op het kunstmatige eiland "Neo Kobe City" met als doel mensen te vermoorden en hun plek in te nemen. Niemand weet precies wat het is of waar het vandaan komt. De speler speelt Gillian Seed een werknemer met geheugenverlies. Hij maakt onderdeel uit van een speciale brigade genaamd JUNKERs (Judgement Uninfected Naked Kind and Execute Ranger in de Japanse versie; Japanese Undercover Neuro Kinetic Elimination Ranger in de Engelse versie). Deze brigade heeft als doel om Snatchers te identificeren en uit te schakelen. Het identificeren van Snatchers is een lastig karwei omdat iedereen het kan zijn en ze een perfecte kopie van mensen zijn. De speler kan interacteren met de omgeving. Zo kunnen in kamers voorwerpen bekeken worden. 

## Platforms
| Titel                | Platform                 | Uitgavedatum     |
| -------------------- | ------------------------ | ---------------- |
| Snatcher             | PC-8801 mk II            | 26 november 1988 |
| Snatcher             | MSX 2                    | 13 december 1988 |
| SD-Snatcher          | MSX 2                    | 27 april 1990    |
| Snatcher Pilot Disk  | PC Engine (Super CD-ROM) | 7 augustus 1992  |
| Snatcher CD-ROMantic | PC Engine (Super CD-ROM) | 23 oktober 1992  |
| Snatcher             | Mega-CD                  | 1994             |
| Snatcher             | PlayStation              | 16 februari 1996 |
| Snatcher             | Sega Saturn              | 29 maart 1996    |

## Hoofdpersonen
| Karakter                                      | Japanse stem    | Engelse stem   |
| --------------------------------------------- | --------------- | -------------- |
| Gillian Seed (ギリアン・シード)               | Yusaku Yara     | Jeff Lupetin   |
| Metal Gear Mk. II (メタルギア Ｍｋ．Ⅱ)        | Mami Koyama     | Lucy Childs    |
| Jamie Seed (ジェミー・シード)                 | Kikuko Inoue    | Susan Mele     |
| Random Hajile (ランダム・ハジル)              | Kaneto Shiozawa | Jim Parks      |
| Katrina Gibson (カトリーヌ・ギブスン)         | Miina Tominaga  | Lynn Foosaner  |
| Mika Slayton (ミカ・スレイトン)               | Miina Tominaga  | Kimberly Harne |
| Harry Benson (ハリー・ベンソン)               | Ryūji Saikachi  | Ray Van Steen  |
| Benson Cunningham (ベンソン・カニンガム)      | Gorō Naya       | Ray Van Steen  |
| Jean Jack Gibson (ジャン・ジャック・ギブスン) | Isao Inoguchi   | Jim Parks      |
| Napoleon (ナポレオン)                         | Gorō Naya       | Jim Parks      |
| Chin Shu Oh (陳 周鳳)                         | Isao Inoguchi   | Ray Van Steen  |
| Elijah Modnar (エリア・マッドナー)            | Kaneto Shiozawa | Jim Parks      |

## Ontvangst
| Beoordeeld door                 | Platform    | Datum            | Score |
| ------------------------------- | ----------- | ---------------- | ----- |
| RPGFan                          | Mega-CD     | 31 mei 2000      | 97%   |
| GameFan Magazine                | Mega-CD     | december 1994    | 93%   |
| Sega-16.com                     | Mega-CD     | 16 december 2004 | 90%   |
| Sega Collectors Guild           | Mega-CD     | 7 augustus 2004  | 88%   |
| Freak                           | Mega-CD     | maart 1995       | 85%   |
| Electronic Gaming Monthly (EGM) | Mega-CD     | december 1994    | 84%   |
| HonestGamers                    | MSX         | 9 augustus 2006  | 80%   |
| GamePro (USA)                   | Mega-CD     | februari 1995    | 80%   |
| Joypad                          | SEGA Saturn | juli 1996        | 60%   |
| Gaming Target                   | Mega-CD     | 5 februari 2008  | 50%   |